# Bibliothèque d'histoire de l'Église

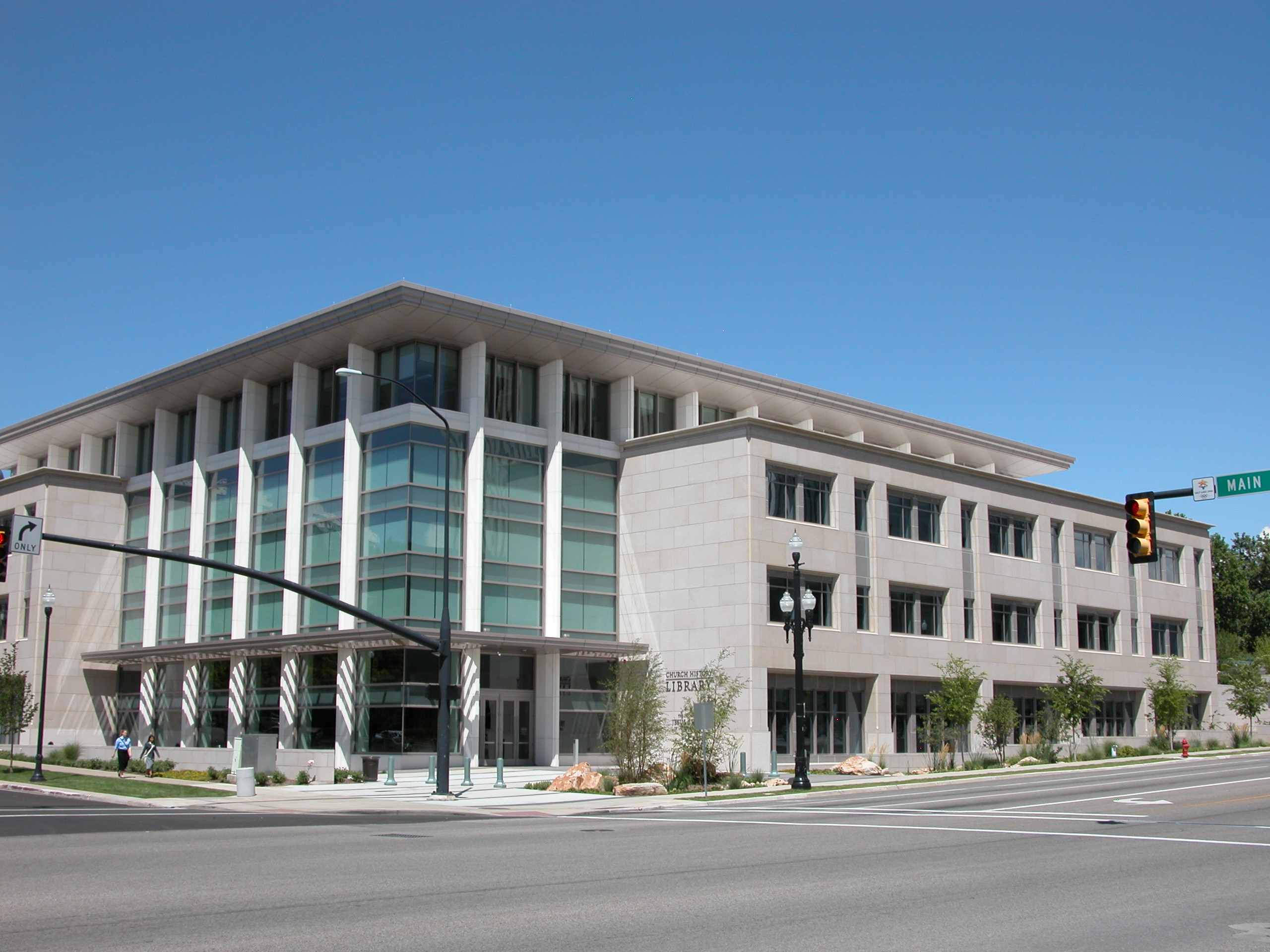
Bibliothèque d’histoire de l’Église

La bibliothèque d’histoire de l’Église est un bâtiment de l’Église de Jésus-Christ des saints des derniers jours situé à Salt Lake City inauguré le 22 juin 2009.

## Histoire
Un nouveau bâtiment d'archives avait été initialement prévu en 1960 mais cette nécessité n'a plus été d'actualité en raison des progrès dans la conservation des documents modernes, ainsi qu'avec l'achèvement en 1963 de la  Granite Mountain Vault, où était stocké un vaste matériel généalogique. Depuis l'achèvement du bâtiment de bureaux de l’Église en 1972, le Bureau de l'historien de l'Eglise et la Bibliothèque d'Histoire de l’Église ont séjourné dans quatre des étages de l'aile est.  En avril 2005 ont été annoncés des plans de construction d'une  nouvelle Bibliothèque d'Histoire de l'Eglise devant être achevée fin 2007. Le bâtiment a été inauguré le 20 juin 2009 et ouvert au public le 22 juin de la même année. 

## Collections
La Bibliothèque d'histoire de l'Église préserve des documents relatifs à son histoire depuis les années 1820 à ses débuts dans l'État de New-York jusqu'à nos jours. Depuis 1972, ces collections étaient stockées dans le bâtiment administratif de l'Église à Salt Lake City, ce qui prit fin en avril 2009 en préparation du déménagement de la Bibliothèque d'histoire de l'Église. Certaines ressources sont disponibles en ligne, y compris la base de données concernant la traversée des pionniers mormons.